# سفنكدوناوات
السفنكدوناوات (الاسم العلمي:†Sphenacodontinae) هي أسرة من الحيوانات تتبع الفصيلة السفنكدونات من البليكوصوريات الحقيقية.

## أجناس السفنكدوناوات
- السفنكدون